# Gerhard Bry

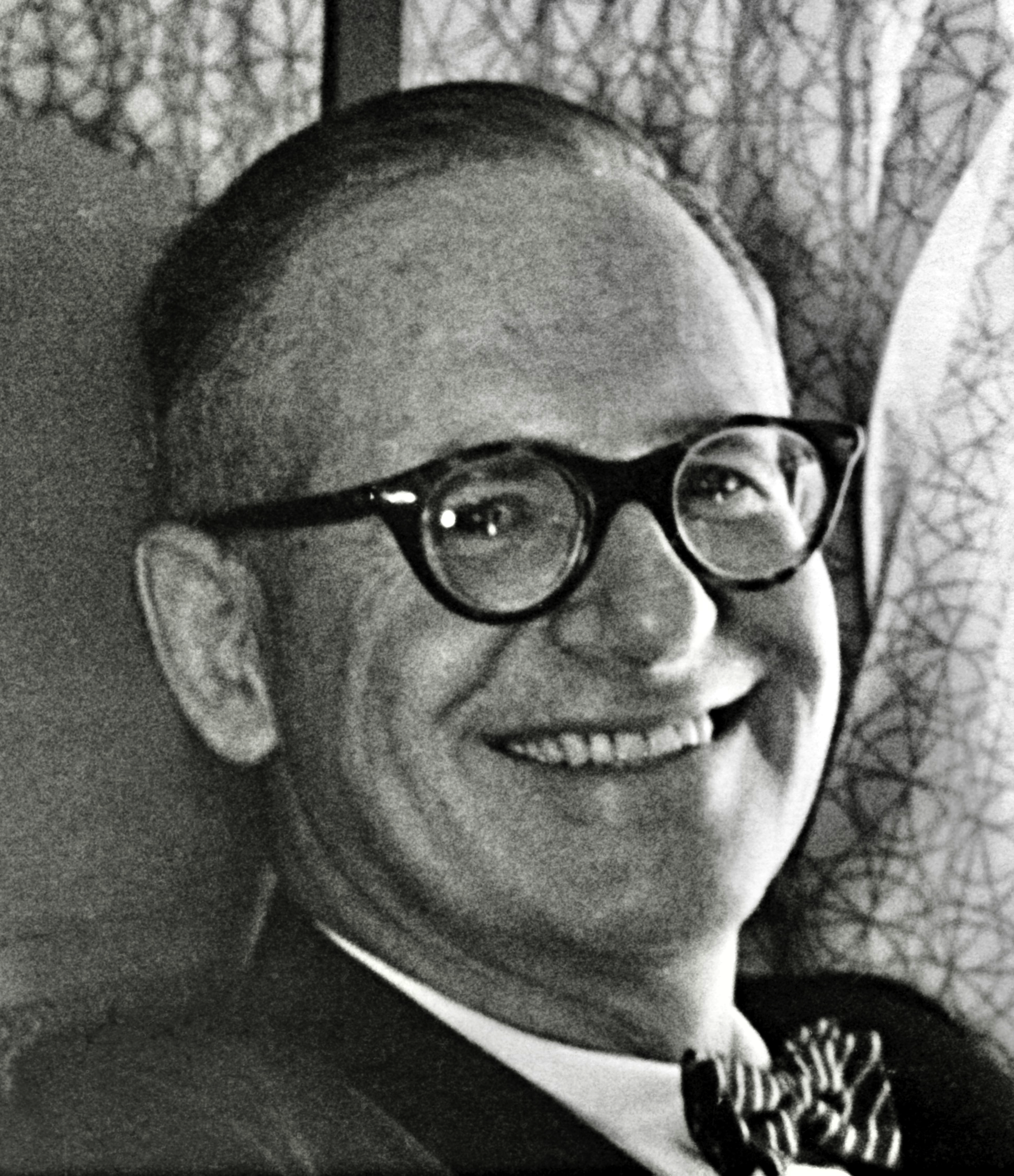
Gerhard „Gerd“ Bry in der Kabine eines Flugzeugs

Gerhard Bry (geboren am 29. Juni 1911 in Berlin; gestorben am 17. August 1996 in West Orange, New Jersey, Vereinigte Staaten) war ein deutsch-US-amerikanischer Wirtschaftswissenschaftler.

## Familie
Gerhard Bry, genannt „Gerd“, wuchs in einer jüdischen Familie auf. Er war der älteste Sohn des Apothekers Isaac Egon David Bry (geboren am 23. Juni 1885 in Thorn, Westpreußen; gestorben am 10. Juni 1944 in Tel Aviv, Palästina) und dessen Ehefrau Olga (geboren am 10. März 1887 in Arys, Masuren, Ostpreußen; gestorben am 27. März 1957 in Oakland, Kalifornien, USA), geborene Kamnitzer. Der Vater unterhielt seit 1902 die Pelikan-Apotheke in Berlins Stadtzentrum in der Leipziger Straße 93, die 1936 „arisiert“ wurde.
„Gerd“ hatte einen jüngeren Bruder, Ernst (geboren am 3. April 1917 in Berlin; gestorben am 8. April 2005 in Netanja, Israel), der sich nach Emigration Dan Bry nannte.
Im Jahr 1939 heiratete Gerhard Bry Thea Henkin (1911–2000), geborene Hackelberg, die er um 1932 während seines Studiums in Berlin kennengelernt hatte. Für sie war es bereits die zweite Ehe, doch die erste war lediglich eine so genannte „Passport Marriage“, eine Zweckehe. Mit Thea bekam er zwei Kinder, Peter M. Bry (1940–1990) und Ava Bry (* 1943), später verheiratete Penman.

## Schule und Ausbildung

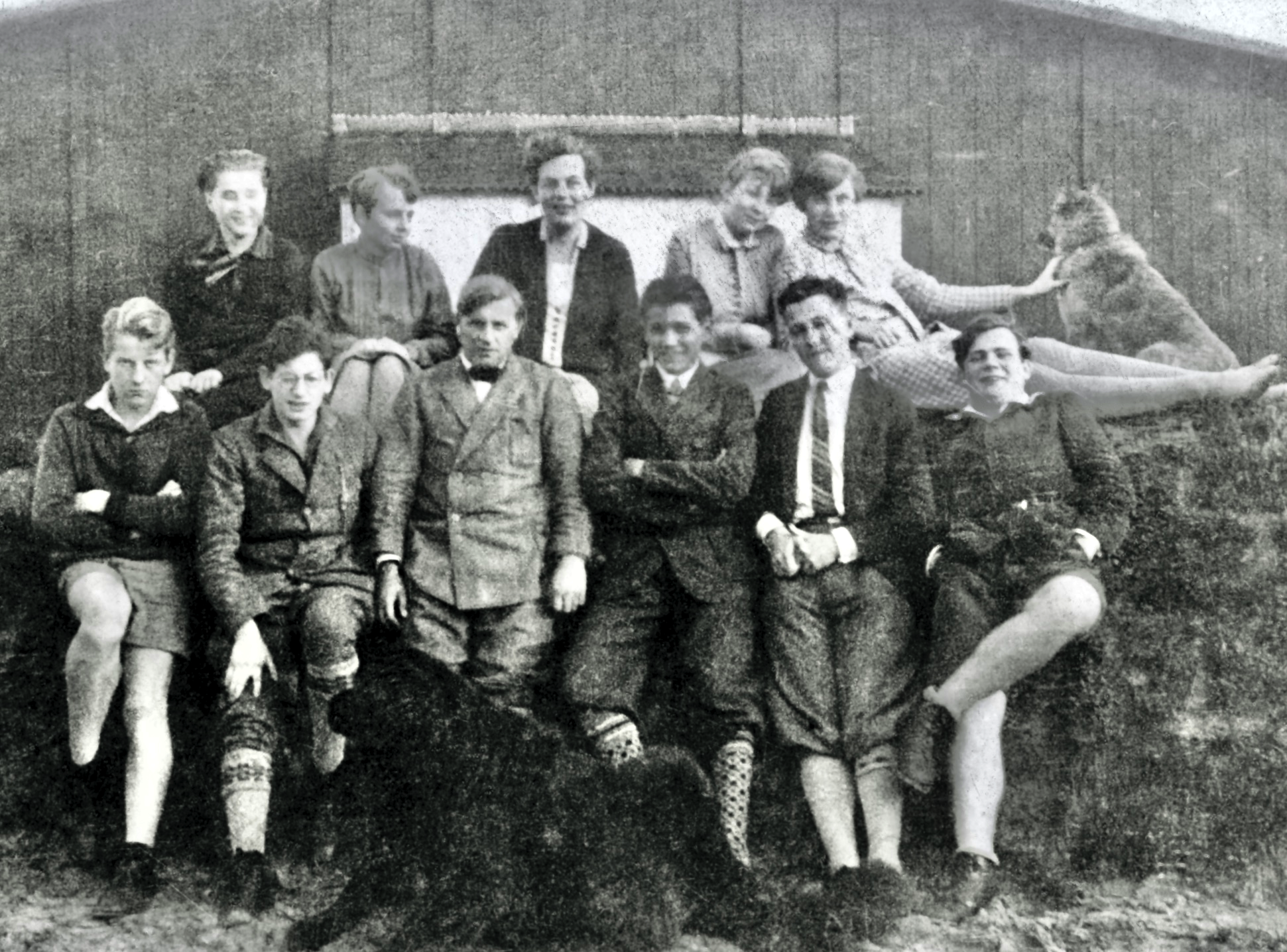
Gerhard Bry (vorn, 2. von links), daneben sein Lehrer Paul Reiner (3. von links), um 1928

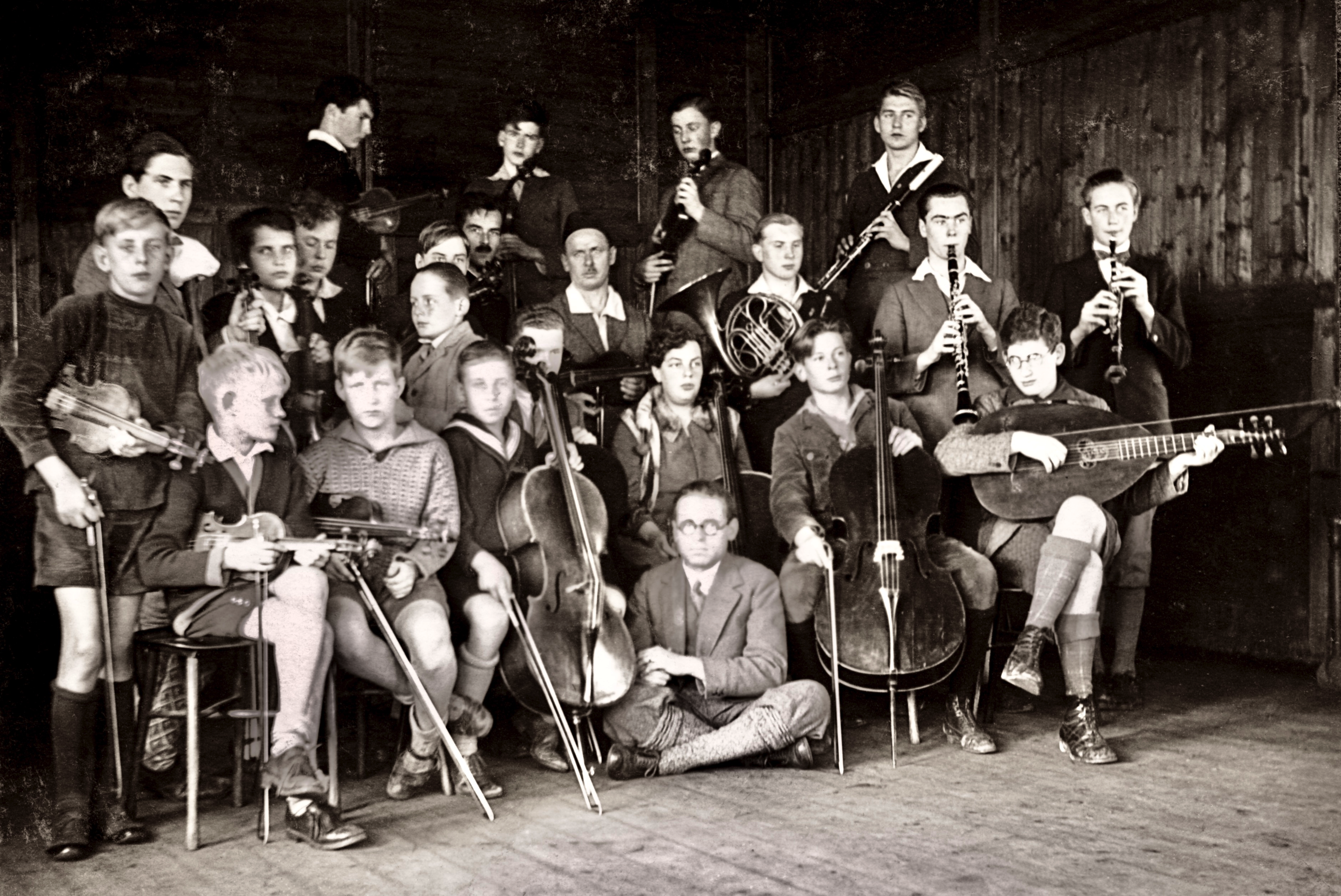
Orchesterensemble der Schule am Meer: In der Bildmitte am Boden im Schneidersitz Chor- und Orchesterleiter Eduard Zuckmayer, dahinter sitzend Anni Reiner mit Violoncello, überragt vom stehenden Schulleiter Martin Luserke (Instrument teils verdeckt, vermutl. Bratsche), ganz hinten links im Profil Walter Georg Kühne mit Violine, vorn ganz rechts sitzend Gerhard Bry mit Mandoline, um 1928

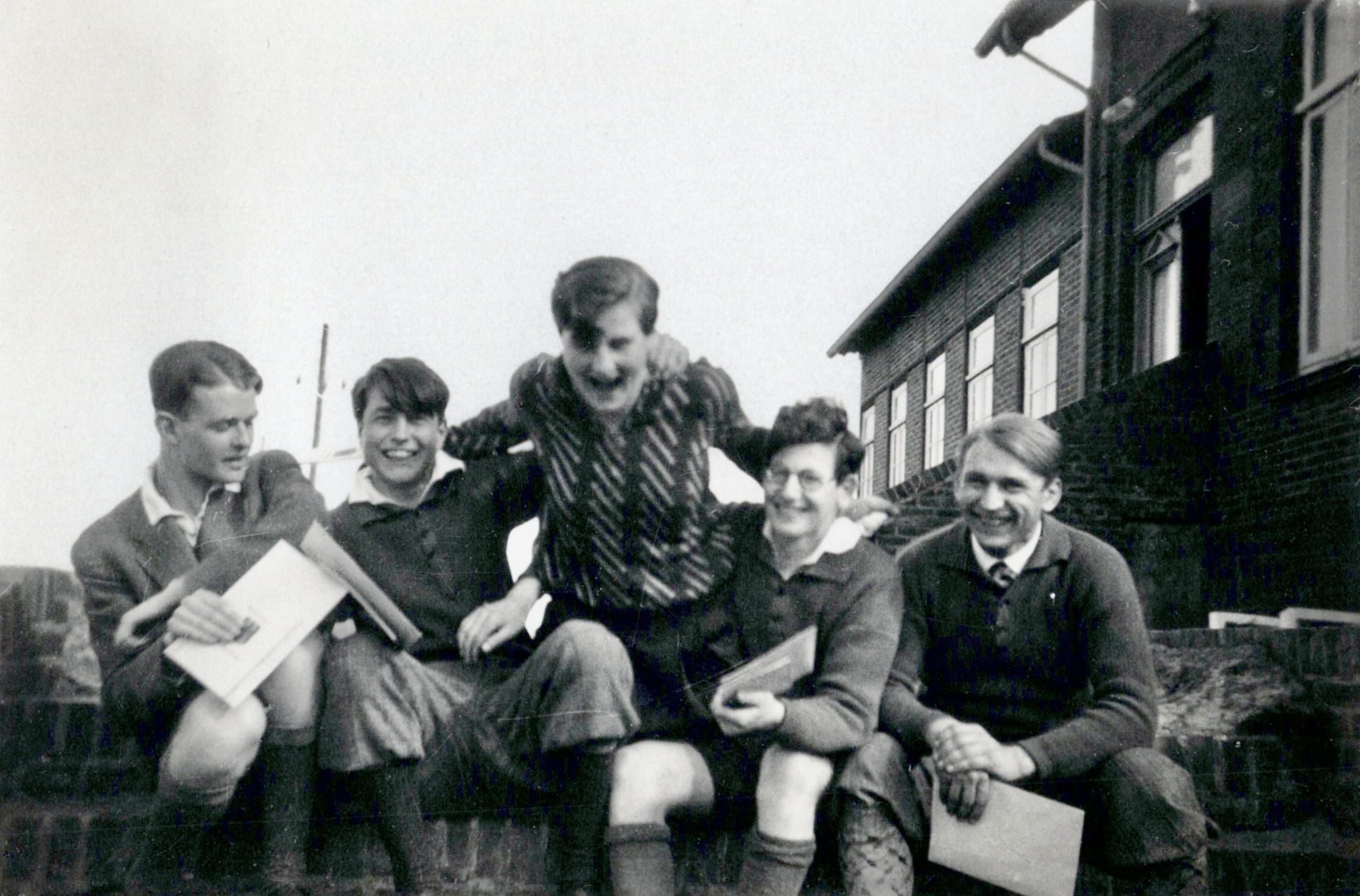
Abiturienten Gerhard Bry (2. v. rechts) und Walter Georg Kühne (2. von links), März 1930

Nach dem Besuch des Realgymnasiums Treptow wechselte Gerd Bry am 29. April 1927 in die Obersekunda (OII, Jahrgangsstufe 11) des von Martin Luserke geleiteten reformpädagogischen Landerziehungsheims Schule am Meer auf die Nordseeinsel Juist, wo er u. a. seinen Mitschüler Herbert von Borch kennenlernte. Dort bestand Gerd im März 1930 die Reifeprüfung, u. a. mit Walter Georg Kühne.
Noch im selben Jahr nahm er an der Ruprecht-Karls-Universität in Heidelberg ein Studium der Rechtswissenschaften auf, das er ab 1931 an der Friedrich-Wilhelms-Universität zu Berlin fortsetzte. Nach der Machtabtretung an die Nationalsozialisten musste er seine akademische Ausbildung wegen seiner politischen Tätigkeit im Untergrund aufgeben und sich mit Hilfsarbeiten über Wasser halten. Später begann er eine kaufmännische Ausbildung.

## Politische Tätigkeit
In Heidelberg hatte er im Jahr 1931 Richard Löwenthal kennengelernt, der ihn politisch und intellektuell stark inspirierte. Zurück in Berlin wurde er 1932 über Franz Borkenau, George Eliasberg und Vera Franke („Ilse Schwarz“) von der zunächst „Org.“ genannten marxistischen Untergrundorganisation Neu Beginnen rekrutiert. Als die Medizinstudentin Thea Hackelberg im Herbst 1932 nach Palästina aufbrach, begleitete Gerd Bry sie bis zum Schiff nach Italien. 1934 kehrte sie mit neuem Pass als Thea Henkin nach Berlin zurück und wechselte zum Studium der Psychologie.
Im Sommer 1935 geriet Bry durch seine Untergrundtätigkeit in zunehmende Gefahr, so dass ihn Freunde zur Emigration drängten. Er verließ Deutschland mit seiner späteren Ehefrau. Beide gingen 1936 zunächst nach London und wanderten in die Vereinigten Staaten aus, Gerhard Bry über Southampton auf der Queen Mary am 1. Juni 1938, mit der er am 6. Juni 1938 in New York City eintraf. Thea Henkin folgte auf demselben Weg und demselben Schiff am 10. Dezember 1938 und traf am 15. Dezember 1938 in New York City ein. Gerd Bry musste sich von Juni bis Dezember 1938 etwa ein halbes Jahr in Kuba aufhalten, bis er ein Affidavit erhielt, mit dem er in die USA einreisen durfte. Er und Thea Henkin heirateten im Dezember 1939 in den USA.
Von den USA aus versorgte Bry seinen ehemaligen Kampfgenossen Robert Havemann (1910–1982) während des Zweiten Weltkrieges mit Lebensmittelsendungen und wissenschaftlichen Publikationen.

## Akademische Laufbahn
In den USA begann Bry im Jahr 1942 erneut ein Hochschulstudium an der Columbia University. 1955 wurde er mit einer Arbeit über die Entwicklung der Löhne in Deutschland zwischen 1871 und 1945 an der Columbia University promoviert. Von 1955 bis 1961 lehrte er als Associate Professor für Wirtschaftswissenschaften an der Rutgers University, von 1961 bis 1976 als ordentlicher Professor (Full Professor) an der Graduate School of Business Administration der New York University. Zwischen 1952 und 1967 war Bry außerdem für das National Bureau of Economic Research tätig. Im Alter von 85 Jahren verstarb er in den Vereinigten Staaten und wurde in Waltham, Middlesex, Massachusetts, nahe der Brandeis University beigesetzt.

## Schriften
- The average workweek as an economic indicator. National Bureau Of Economic Research 1959. OCLC 757513920
- Why cyclical turns in hours of work precede those in employment. Nationale Regierungsveröffentlichung. United States Bureau of Labor Statistics. Washington, D. C. 1959. OCLC 966750649
- mit Charlotte Boschan (Assist.): Wages in Germany 1871–1945. A study by the National Bureau of Economic Research, New York. No. 68, General Series. Princeton University Press, Princeton NJ 1960[20] OCLC 222149073
- mit Charlotte Boschan (Assist.), Richard Kilgore: A Monthly Index of Manufacturing Production in New Jersey. New Brunswick, New Jersey. Rutgers 1963, OCLC 4910928
- mit Charlotte Boschan (Assist.): Nine Business Cycle Indicators for nine States. Nationale Regierungsveröffentlichung. United States Bureau of Labor Statistics. Washington, D. C. 1964, OCLC 966754645
- mit Charlotte Boschan (Assist.): Economic Indicators for New Jersey. New Jersey Department of Labor and Industry, Division of Employment Security, 1964, OCLC 5820591
- mit Charlotte Boschan (Assist.): Cyclical Analysis of Time Series – Selected Procedures and Computer Programs, 1971, OCLC 959514064
- Resistance. Recollections from the Nazi Years. Autobiography. West Orange, New Jersey, 1979, OCLC 5525193
  - Resistance, Auszug, in: Monika Richarz (Hrsg.): Jüdisches Leben in Deutschland.  Band 3: Selbstzeugnisse zur Sozialgeschichte 1918–1945. Stuttgart : DVA, 1979, S. 281–291
- Brief Stories from a long Life. Skyline of New York Publishers, New York City 1988, OCLC 314178601